# Château de Pontbriand
Pour les articles homonymes, voir Pontbriand.
Le château de Pontbriand, ou manoir de Pontbriand, est un ancien château-fort situé à Pleurtuit, détruit puis en partie reconstruit.

## Localisation
Le château est situé sur la route de Pleurtuit[Laquelle ?].

## Historique
Assiégé pendant 21 jours par les ligueurs en 1590 dans son château de Pontbriand, paroisse de Pleurtuit, Jean du Breil de Pontbriand, entreprit le reconstruction de son château démantelé. Il ne subsiste plus qu'une aile de communs, servant d'écuries et de remises, et des traces des douves. Érigé en châtellenie en 1598, puis en comté en 1650, le lieu était également le siège d'une capitainerie.

## Description
L'ensemble des bâtiments était entouré d'une vaste enceinte de plan quadrangulaire, cantonnée de tours et de bastions, comprenant le logis seigneurial, au fond d'une grande cour par laquelle on accédait en franchissant un châtelet avec pont-levis, qui fut habité jusqu'en 1781, et démoli quelque temps après.
La construction était en granite, moellon et pierre de taille, et les toitures en ardoise. Un mascaron existe encore dans le bâtiment situé à l'est. La façade ouest est largement défigurée par un ensemble de cinq grandes baies vitrées contemporaines.

## Dépendances

### Jardins
Tout auprès de l'enceinte seigneuriale se trouvait naguère la basse-cour, fermée de murailles en quelques endroits et close ailleurs par lesdits fossés et contrescarpes, l'ensemble contenant environ 30 ares. Rien n'en subsiste présentement, pas plus que du grand jardin et enclos, sis à l'est des fossés du château, avec au milieu un autre jardin clos de murailles, contenant un hectare et demi. À l'opposé de celui-ci, un troisième jardin, mesurant 35 ares seulement, était placé à l'ouest des fossés et contrescarpes.

## Armoiries
« D'azur à un lion d'argent armé, lampassé, et couronné de gueules. »
La devise est : « Parcere subjectis et debellare superbos » (« Pardonner aux vaincus et vaincre les rebelles »).

## Propriétaires
- Jean du Breil, seigneur de Pontbriand et du Pin, commissaire du ban et de l'arrière-ban de la noblesse du diocèse de Saint-Malo en 1587, puis maréchal de camp.
- René du Breil (1575-1664), seigneur de Pontbriand en Pleurtuit (Ille-et-Vilaine), capitaine général garde-côte de la capitainerie de Pontbriand, homme d'armes de la compagnie du duc de Vendôme, gouverneur de Bretagne, en 1611. Il est chevalier de l'ordre de Saint-Michel en 1635 et créé comte de Pontbriand en décembre 1650[1].
- Tanneguy du Breil (1612-1667), comte de Pontbriand, capitaine au régiment Royal-vaisseaux en 1632, capitaine d'une compagnie de cent hommes de pied, sous le duc d'Epernon, en 1636. Il prend part au combat naval livré contre les Espagnols, devant Gênes. En 1642, il est capitaine général garde-côte de la capitainerie de Pontbriand. En 1654, il arme deux frégates à ses frais, pour le service du roi. Il est nommé chevalier de Saint-Michel en 1640. Il est nommé, en fin de carrière, maître d'hôtel du roi, gentilhomme ordinaire de sa chambre, conseiller d'État, puis grand prévôt de Bretagne en 1658.

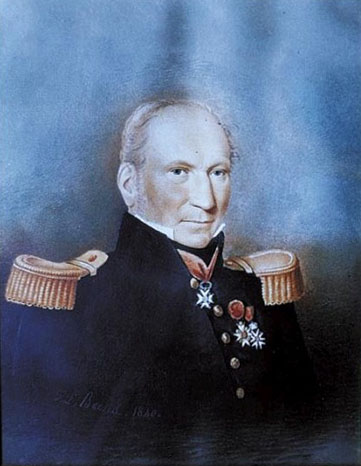
Toussaint du Breil de Pontbriand (1840), Saint-Lormel, manoir de la Ville-Robert.

- François Louis Mathurin du Breil de Pontbriand (né en 1688), page du roi en 1705, officier de Marine, capitaine général garde-côte de la capitainerie de Pontbriand.
- Joseph-Yves du Breil de Pontbriand (1669-1710) et son épouse Sylvie Marot de la Garaye, parents du suivant.
- Henri-Marie du Breil de Pontbriand (né en 1709), évêque de Québec.
- Joseph Victor du Breil de Pontbriand (1724-1784), page du prince de Condé, capitaine au régiment de Lorraine-cavalerie, chevalier de l'ordre de Saint-Louis.
- Augustin Marie Joseph Prosper du Breil (1772-1854), comte de Pontbriand, émigré sous la Révolution, officier de l'Armée de Condé, chevalier de l'ordre de Saint-Louis.
- Louis Marie Victor du Breil de Pontbriand (1774-1836), émigré, officier à l'Armée des Princes, chevalier de l'ordre de Saint-Louis.
- Toussaint du Breil de Pontbriand (1776-1844), officier chouan. Colonel d'infanterie, commandeur de l'ordre de Saint Ferdinand, chevalier de l'ordre de Saint-Louis et de la Légion d'honneur, sous la Restauration.
- Marie-Ange du Breil de Pontbriand (1777-1832), chouan, conseiller général des Côtes du Nord de 1816 à 1830.
- Fernand-Marie-René du Breil de Pontbriand (1848-1916), sénateur et conseiller général de la Loire-Inférieure.
- Olivier Marie François Joseph du Breil de Pontbriand (né en 1865), capitaine au 15e dragons en 1911, chevalier de la Légion d'honneur, officier du Nichan Iftikhar.
- Michel du Breil de Pontbriand (1911-2000), résistant, déporté à Auschwitz, Buchenwald et Flössenburg, sénateur de la Loire-Atlantique, officier de la Légion d'honneur.

### Iconographie
- Picot, Carte des environs de Saint-Malo, 1703, Saint-Mandé, archives de l'Institut géographique national.
- Henri Frotier de La Messelière, Dessin de reconstitution du château de Pontbriand en Pleurtuit, 1917, archives départementales des Côtes-d'Armor, série 60 J, Fonds Frotier de la Messelière.